# اندرزنامه‌های پهلوی
اندرزنامه‌های پهلوی به اندرزها، کلمات قصار و لطیفه‌ها و قصه‌های اخلاقی‌ای گفته می‌شود، که جنبهٔ حکمت عملی و تجربی داشته اند، و در اصل به زبان پارسی میانه نوشته شده‌اند. اصل پهلوی بسیاری از این اندرزها از میان رفته ولی اصل بعضی از آن‌ها را می‌توان باز شناخت. پس از ظهور اسلام این کتاب‌ها مورد توجهٔ دانشمندان ایرانی مسلمان قرار گرفت و در کتاب‌های ادب و اخلاق و تاریخ به زبان عربی ترجمه شد و بعضی از آن‌ها به فارسی نیز راه یافته‌اند. برای نمونه ترجمهٔ اندرزهای بزرگمهر عیناً در کتاب جاویدان خرد اثر ابن مسکویه آمده و تقریباً جمله به جمله قابل تطبیق با متن اصلی است. همین سخنان را فردوسی نیز به نظم به کشیده‌است. اصل پهلوی بعضی از سخنان آذرباد مهرسپندان نیز که در کتاب ابن مسکویه نقل شده، قابل شناخت است.
اندرزنامه‌های پهلوی منسوب به پادشاهان و خردمندان ایرانی، علاوه بر پندها و حکمت‌های عام، حاوی نکات ظریفی درباره آداب حکمرانی و حقوق و روابط متقابل شاه و مردم است. ایـن اندرزنامه‌ها غالباً در سده‌های سوم و چهارم هجری، بعد از قرن‌ها روایت شفاهی و سینه به سینه، به کتابت درآمـد و به زبان عربی و فارسی هم ترجمه شد.
اندرزنامه‌های کهن به زبان پهلوی و متأثر از آیین زرتشتی است. در جهان آرمانی این اندرزنامه‌ها، مدارا، مردم‌داری و اهتمام بـه اصلاح امور مردم حکم‌فرما است. پادشاه و مردم هر یک به رعایت حقوق متقابل پایبند و وفادار اند. پارسایی، لازمه حکمرانی تلقّی می‌شود و خودپسندی و شـدت عمل در رفتار با زیردستان مورد نکوهیده می‌شود.
اندرزنامه‌ها از لحاظ حجم یکسان نیستند، ولی اگر نسک ششم دینکرد را در جرگه اندرزنامه‌ها، که بیش‌تر از صد صفحه است، نیاوریم، بیش‌تر شان از چند صفحه تجاوز نمی‌کنند. اندرزنامه‌ها یا اندرزنامگان جوهر دانش و تجربه محسوب می‌شدند و در فرهنگ ایرانی پیش از اسلام جایگاه مهمی داشتند.
ابن ندیم در فصلی با عنوان اسامی کتاب‌های تألیف شده در مواعظ و آداب و حکم ایرانیان و رومیان و هندیان و تازیان تعدادی از کتاب‌های اخلاقی و تعلیمی پهلوی را که به عربی ترجمه شده بود، نام می‌برد. در این فهرست ۱۴ کتاب رابطهٔ مستقیم با منابع ایرانی داشته‌اند.